# Атуотер, Брайан
Брайан Франклин Атуотер (Brian Franklin Atwater, род. 18 сентября 1951, Хартфорд, Коннектикут) — американский геолог, занимающийся исследованиями прибрежных полос суши для определения опасности землетрясений и цунами. Сотрудник Геологической службы США и профессор Вашингтонского университета, член НАН США.
Удостоен медали Бенджамина Франклина (2016). В 2005 году вошёл в число ста самых влиятельных людей Америки по версии журнала «Тайм» — за общественную деятельность с целью повышения осведомленности населения о землетрясениях и цунами, и готовности к ним.
Окончил Стэнфордский университет (1974) со степенями бакалавра и магистра по геологии. Степень доктора философии по геологии получил в 1980 году в Делавэрском университете.
C 1974 года геолог Геологической службы США. С 1986 года также преподаватель Вашингтонского университета, аффилированный профессор.
В 2009—2011 годах по программе Фулбрайта исследователь в Индонезии.
Брайан Атуотер занимается исследованиями прибрежных полос суши с целью определения опасности землетрясения и цунами — в регионе Каскадия в Британской Колумбии, Вашингтоне, Орегоне и Калифорнии. Он также работал на Аляске, в Чили и Японии.
Свою исследовательскую работу он начинал в заливе Сан-Франциско и вблизи плотины Гранд-Кули, а с переездом в Сиэтл сосредоточился на землетрясениях и цунами.
Его исследования прибрежных осадочных отложений позволили определить тысячелетнюю историю крупнейших землетрясений и цунами на северо-западе Тихого океана, за что он был удостоен медали Бенджамина Франклина в 2016 году.
В 2000 году его монография о крупнейших землетрясениях в штате Вашингтон была отмечена Kirk Bryan Award Американского геологического общества.
Фелло Американского геофизического союза и Американского геологического общества (Geological Society of America).
Автор работ в Science и Nature.